# Ameridion musawas
Espèce
Synonymes
- Theridion musawas Levi, 1959

 Ameridion musawas est une espèce d'araignées aranéomorphes de la famille des Theridiidae.

## Distribution
Cette espèce est endémique du département d'Atlántico Norte au Nicaragua,.

## Description
Le mâle holotype mesure 1,6 mm.

## Étymologie
Son nom d'espèce lui a été donné en référence au lieu de sa découverte, Musawas.

## Publication originale
- Levi, 1959 : The spider genera Achaearanea, Theridion and Sphyrotinus from Mexico, Central America and the West Indies (Araneae, Theridiidae). Bulletin of the Museum of Comparative Zoology, vol. 121, no 3, p. 57-163 (texte intégral).